# Ґури-Зборовські
Ґури-Зборовські (пол. Góry Zborowskie) — село в Польщі, у гміні Желязкув Каліського повіту Великопольського воєводства.
У 1975-1998 роках село належало до Каліського воєводства.